# Dominique Searle
Dominique Searle (2 de abril de 1960) es un periodista gibraltareño, hijo del también periodista Jon Morgan Searle. Está casado y tiene tres hijos.

## Biografía
Searle nació en Gibraltar, en el St. Bernard Hospital (donde trabajaba su madre). Fue uno de los primeros alumnos admitidos en la Bayside Comprehensive School. Su primer trabajo fue en el Sacarello's Coffee.
Tras su paso en Bayside, Searle se fue a Inglaterra para estudiar en la Universidad de Essex, donde se graduó en Literatura, y obtuvo un máster en Sociología de la literatura. Fue también en Essex donde conoció a su esposa, Sattie. En 1984, la pareja regresó a Gibraltar, donde Searle comenzó a trabajar para el Gibraltar Chronicle. En 1996, se convirtió en editor del diario, en sustitución de Francis Cantos.
En 2004, el año del tricentenario, fue nombrado miembro de la Orden del Imperio Británico por su trabajo en el Chronicle.